# A Kiss to Build a Dream On
A Kiss to Build a Dream On ist ein Song von Harry Ruby (Musik), Bert Kalmar und Oscar Hammerstein (Text), der 1951 veröffentlicht wurde.
Ruby schrieb bereits 1935 die Melodie Moonlight in the Meadows. Für den Marx-Brothers-Film Skandal in der Oper (1935) erhielt sie einen neuen Titel und auch einen neuen Text von Bert Kalmar und Oscar Hammerstein, wurde aber in dem Film nicht verwendet. Bekannt wurde der Song erst als A Kiss to Build a Dream On durch László Kardos’ Filmmusical Tödliches Pflaster Sunset Strip (Originaltitel: The Strip. 1951), mit Mickey Rooney, Sally Forrest und William Demarest in den Hauptrollen. Das Lied, das in dem Film von Kay Brown und Louis Armstrong vorgestellt wird, erhielt 1952 eine Oscar-Nominierung in der Kategorie Bester Song.
Bei den Ende Dezember 1950 entstandenen Filmaufnahmen für The Strip in den MGM-Studios wurde Louis Armstrong von Jack Teagarden, Barney Bigard, Earl Hines, Arvell Shaw und Cozy Cole begleitet. Die am 24. Juli 1951 aufgenommene 78er von Louis Armstrong/Sy Oliver (Decca 27720 bzw. Brunswick 82521) kam im November 1951 in die US-Charts, wo sie elf Wochen blieb. In Australien war die Armstrong-Single ein Nummer-eins-Hit. Im Bereich des Jazz wurde der Song bereits in den 1950er-Jahren von Jimmy Dorsey, Tex Beneke, Al Cohn/Freddie Green/Joe Newman, Jonah Jones und Ernestine Anderson gecovert. Erfolgreich in den Charts war in den 1950er-Jahren die Aufnahme vom Hugo Winterhalter Orchester (mit dem Vokalisten Johnny Parker, RCA Victor 47-4455). Auch Bob Eberly (Capitol 7285) coverte den Song; später nahmen ihn auch Richard Chamberlain (MGM Records 13075) und Willie Humphrey auf.